# Glaiza de Castro

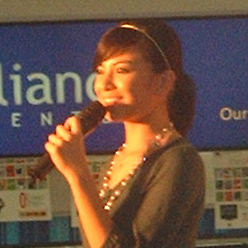
Glaiza de Castro

Glaiza de Castro, bürgerlich Glaiza Castro Galura (* 21. Januar 1988 in Valenzuela City), ist eine philippinische Schauspielerin und Sängerin. 
Als Sängerin hat De Castro bisher drei Alben veröffentlicht.

## Filmografie (Auswahl)
- 2001: Ikaw Lang Ang Mamahalin
- 2001: Berks
- 2004: Spirits
- 2005: Ikaw Ang Lahat Sa Akin
- 2005: Maalaala Mo Kaya
- 2006: Fantastikids
- 2007: SOP Fully Charged
- 2007: Asian Treasures
- 2007: Boys Nxt Door
- 2007: Kamandag
- 2008: Kaputol ng Isang Awit
- 2008: Dear Friend
- 2008: Gagambino
- 2009: Kung Aagawin Mo Ang Lahat Sa Akin
- 2009: SRO Cinemaserye: Eva Castillo Story
- 2009: Stairway to Heaven
- 2010: Diva
- 2010: Party Pilipinas
- 2010: Laff En Roll
- 2010: Claudine Presents: A Love Story
- 2010: Show Me Da Manny
- 2010: Grazilda
- 2011/2012: Amaya
- 2012: Biritera
- 2012: Tweets For My Sweet
- 2012: Temptation Of Wife
- 2013: Vampire Ang Daddy Ko
- 2013: Katipunan
- 2013–2015: Magpakailanman
- 2013: Genesis
- 2013: Wagas
- 2014: Dading
- 2015: Maynila: Proxy Love
- 2015: The Rich Man’s Daughter

## Diskografie (Auswahl)
- 2001: Magbalik Ka
- 2006: Glaiza
- 2015: Synthesis (PH: Gold)[1]